# L'espera
L'espera (títol original en italià, L'attesa) és una pel·lícula dramàtica italiana del 2015 dirigida per Piero Messina i protagonitzada per Juliette Binoche. La pel·lícula es basa lliurement en dues obres de Luigi Pirandello. Es va projectar a la secció principal de competició del 72è Festival Internacional de Cinema de Venècia. S'ha doblat i subtitulat al català.

## Sinopsi
El fill d'una mare siciliana mor inesperadament, just abans que la seva xicota vingui de visita per les vacances de Pasqua. La mare afligida no pot dir-ho a la jove, i la pel·lícula tracta sobre la seva interacció durant uns dies.

## Repartiment
- Juliette Binoche com a Anna
- Lou de Laâge com a Jeanne
- Giorgio Colangeli com a Pietro
- Domenico Diele com a Giorgio
- Giovanni Anzaldo com a Giuseppe
- Antonio Folletto com a Paolo
- Corinna Locastro com a Rosa

## Producció
La pel·lícula es va inspirar en una història que Piero Messina va sentir d'un amic, sobre un pare que havia perdut el seu fill, i quan el pare es va negar a parlar-ne, la gent del seu voltant va començar a actuar com si mai no hagués passat. Mentre escrivia el guió, a Messina li van recomanar dues obres de Luigi Pirandello, la tragèdia La vita che ti diedi i el conte "La camera in attesa", i les va utilitzar per lligar la història. La producció va anar a càrrec d'Indigo Film en col·laboració amb Barbary Films i Pathé. Juliette Binoche va ser escollida com a actriu des d'un principi, mentre que més tard van fitxar Lou de Laâge en el procés de càsting.